# Ferrara megye
Ferrara megye (olaszul: Provincia di Ferrara, emilián nyelven: Pruvîncia ad Fràra) Olaszország Emilia-Romagna régiójának egyik megyéje. Székhelye Ferrara.

## Fekvése
Ferrara megye Mantova, Rovigo, Ravenna, Bolonya városa, Modena és Bologna megyékkel határos.

## Községek(comuni)
- Argenta
- Berra
- Bondeno
- Cento
- Codigoro
- Comacchio
- Copparo
- Ferrara
- Formignana
- Goro
- Jolanda di Savoia
- Lagosanto
- Masi Torello
- Massa Fiscaglia
- Mesola
- Migliarino
- Migliaro
- Mirabello
- Ostellato
- Poggio Renatico
- Portomaggiore
- Ro
- Sant’Agostino
- Tresigallo
- Vigarano Mainarda
- Voghiera